# Возвращение мушкетёров, или Сокровища кардинала Мазарини
«Возвращение мушкетёров, или Сокровища кардинала Мазари́ни» — российский музыкальный кинофильм. Фильм был создан, как минимум, в трёх версиях: прокатной (продолжительность — 1:55:14), полной режиссёрской (продолжительность — 2:14:05), а также в виде четырёхсерийного сериала для показа по телевидению (продолжительность — 3:17:48). Съёмки фильма проходили с 15 июня по 5 сентября 2007 года, озвучивание и монтаж — были завершены в 2008 году. Премьера прокатной версии состоялась 4 февраля 2009 года. 4 ноября 2009 года на Первом канале была показана полная режиссёрская версия фильма. 10 марта 2012 года на канале РЕН ТВ состоялась премьера четырёхсерийного сериала. Также планировалось выпустить комедию (продолжительность — 140 мин.), но это маловероятно в связи со смертью актёра Игоря Старыгина, игравшего Арамиса.
5 марта 2009 года на DVD и Blu-ray состоялся релиз прокатной версии (продолжительность — 1:55:14) фильма.

По фильму было создано 2 видеоигры (для платформы Microsoft Windows): Возвращение мушкетёров (от IceHill) и Три мушкетёра: Сокровища кардинала Мазарини (от Electronic Paradise; сюжет частично отличается)

## Сюжет
Фильм открывается финальными сценами романа «Десять лет спустя» с некоторыми отличиями. В борьбе с королевскими гвардейцами, которая происходит в пещерах Бель-Иля, погибают Арамис и Портос (в книге только Портос). Атос умирает у себя в имении, выпив чашу с ядом и одновременно почувствовав смерть друзей (в книге — от разрыва сердца после известий о гибели сына Рауля на войне с сарацинами). Д’Артаньян, командующий королевскими войсками в войне с Голландией, наконец-то становится маршалом Франции, как ему и предрекал Атос во время осады Ла-Рошели кардиналом Ришельё. Но едва получив заветный жезл после спасения пленных французских мушкетёров, он погибает, сражённый пушечным ядром. Доселе непобедимые и неразлучные друзья оказались повержены, но остались неразлучны и в смерти, погибнув все в один день. В это же время от пожара в своём замке погибает заклятый враг Д’Артаньяна — господин де Жюссак, капитан гвардейцев, ушедший на пенсию.
Во Франции гудят нешуточные страсти. Народ в Париже не на шутку разозлён. В парламенте бушуют дебаты по поводу денег, украденных из казны. Кардинал Мазарини тайно покинул Францию вместе с королевскими сокровищами. И народ, и парламент нашли виноватого в лице любовницы Мазарини — королевы-матери Анны Австрийской. А так как былые заступники чести королевы скоропостижно скончались, ей срочно необходимо найти новых, и ими становятся дети мушкетёров: дочь Д’Артаньяна королевская фрейлина Жаклин, сын Атоса, состоящий на королевской службе — Рауль, дочь Портоса, ушедшая в монастырь от мирской жизни — Анжелика, сын Портоса — капитан королевской гвардии Леон, который не знает своих родителей и вынужден сражаться против остальной четвёрки, и сын Арамиса — Анри.
После того, как в Англии убивают кардинала Мазарини, его сокровища вместе с перстнем тамплиеров, который, по легендам, дарует бессмертие, переходят в руки Ордена иезуитов. При попытке отнять принадлежащие Франции и королеве богатства дети героев попадают в плен, а Рауль погибает в неравной схватке.
Души самих мушкетёров до этого момента азартно, но бессильно наблюдают за приключениями своих детей. Искренняя молитва Д’Артаньяна на время возвращает мушкетёров на землю, чтобы дать им шанс спасти своих отпрысков и честь французской королевы. Вместе с ними оживает и де Жюссак, который тоже вступает в погоню за сокровищами, объединившись с де Круаль, женщиной, подражающей миледи де Винтер.
В результате дети и родители снова вместе, коварные иезуиты повержены, де Жюссак окончательно погибает, а честь королевы Франции сохранена. 

## Персонажи
- Жакли́н — дочь д’Артаньяна. Унаследовала от него вспыльчивый нрав и буйный темперамент. Самая юная из команды, так как является фрейлиной королевы, а фрейлины во времена Короля-Солнца были не старше 18 лет (то есть ей около 16-17 лет). Отец девочки всегда мечтал о сыне и потому обучил Жаклин фехтованию, стрельбе и военному делу. Став старше, она переодевается в мужскую одежду и, назвавшись мужским именем, под именем Жак идет защищать Францию. Анри сразу разглядел в горячем парне Жаке девичью нежность Жаклин. Она влюбляется в него, позднее помолвлена с ним.
- Анри́ — сын Арамиса, о чём узнает лишь через 20 лет. Крестник Анны Австрийской. Похож на отца: такой же страстный и романтичный. В начале фильма проявляет вспыльчивость по отношению к Жаку (Жаклин) и грубость к Анжелике, но позднее все они становятся друзьями. Первый догадывается, что Жак на самом деле девушка. Влюбляется в Жаклин, позднее обручён с ней.
- Рау́ль — сын Атоса от Мари де Шеврез. Точная копия отца: благородный, ранимый, честный. Во время вспышек Анри он защищает Анжелику и Жака (Жаклин). Погибает во время схватки в трактире.
- Анжели́ка — дочь Портоса и сестра Леона, пухленькая весёлая монашка. Похожа на отца: такая же простодушная и решительная. Тот явно обожал дочь и при любом случае старается ей угодить (в частности, накормить). Это показано в кадре, когда он называет дочь «красавицей» и охотно уплетает вместе с ней ветчину. Любит своих отца и брата.
- Лео́н — сын Портоса и брат Анжелики, о чём узнаёт через много лет, не зная своих родителей. Капитан королевской гвардии, позже был назначен королём капитаном королевских мушкетёров.

## В ролях
| Актёр                                         | Роль                           |
| --------------------------------------------- | ------------------------------ |
| Михаил Боярский                               | Д'Артаньян                     |
| Вениамин Смехов                               | Атос                           |
| Валентин Смирнитский                          | Портос                         |
| Игорь Старыгин (озвучивание — Игорь Ясулович) | Арамис                         |
| Алиса Фрейндлих                               | королева Анна Австрийская      |
| Дмитрий Харатьян                              | король Людовик XIV             |
| Анатолий Равикович                            | кардинал Мазарини              |
| Лянка Грыу                                    | Жаклин, дочь Д'Артаньяна       |
| Антон Макарский                               | Анри, сын Арамиса              |
| Данила Дунаев                                 | Рауль, сын Атоса               |
| Ирина Пегова                                  | Анжелика, дочь Портоса         |
| Дмитрий Нагиев                                | Леон, сын Портоса              |
| Александр Ширвиндт                            | Кольбер                        |
| Владимир Балон                                | де Жюссак                      |
| Евгения Крюкова                               | Луиза де Лавальер              |
| Виталий Альшанский                            | Жермен                         |
| Алёна Яковлева                                | де Круаль                      |
| Олег Школьник                                 | лейтенант гвардейцев           |
| Фёдор Добронравов                             | аббат д’Олива                  |
| Юрий Васильев                                 | кардинал Гота                  |
| Евгений Данчевский                            | Вернье, он же Фельтон          |
| Владимир Назаров                              | спикер парламента              |
| Борис Чухонцев                                | алькальд                       |
| Станислав Николаев                            | монах                          |
| Нина Юнгвальд-Хилькевич                       | герцогиня Орлеанская в детстве |
| Кристина Кучеренко                            | Жаклин в детстве               |
| Эдгар Фроленко                                | городской мальчишка Поль       |
| Эдвард Фроленко                               | городской мальчишка Жан        |
| Ольга Сумская                                 | мадемуазель Бланш              |
| Владимир Мальцев                              | Джузеппе, брат Мазарини        |
| Георгий Юнгвальд-Хилькевич                    | придворный                     |
| Василий Белозеров                             | капитан шхуны                  |
| Станислав Николаев                            | монах-убийца                   |
| Александр Першин                              | гвардеец                       |
| Ярослав Федорчук                              | гвардеец                       |
| Геннадий Макоев                               | эпизод                         |
| Александр Олешко                              | эпизод                         |
| Александр Самойлов                            | эпизод                         |
| Олег Чамин                                    | эпизод                         |
| Сергей Кустов                                 | эпизод                         |
| Марица Данильева                              | эпизод                         |

## Съёмочная группа
- Режиссёр-постановщик: Георгий Юнгвальд-Хилькевич
- Авторы сценария: Георгий Юнгвальд-Хилькевич и Антон Марков при участии Юрия Бликова.
- Композитор: Максим Дунаевский
- Автор текстов песен: Карен Кавалерян
- Главный оператор: Сергей Тартышников
- Художник-постановщик: Никита Чернов при участии Анны Лебедевой
- Художники по костюмам: Наталья Полях и Любовь Зайцева
- Продюсеры: Олег Чамин и Василий Белозеров
- Музыкальный продюсер и аранжировщик: Валерий Разумовский
- Обучение фехтованию и постановка фехтовальных боёв: Владимир Балон
- Обучение верховой езде: Валерий Правдин
- Постановщик конных трюков: Павел Вилькович
- Постановщик игровых боёв: Александр Дорошкевич
- Постановщик танцев: Андрей Глущенко
- Постановщик пиротехнических эффектов: Андрей Косников

## Песни, прозвучавшие в фильме
1. Михаил Боярский — «Ну, почему?»
2. Алиса Фрейндлих и Ангелина Сергеева — «Дуэт королевы и Жаклин»
3. Антон Макарский, Михаил Боярский, Ангелина Сергеева и др. — «Мы — команда!»
4. Антон Макарский — «Прощай, любовь!»
5. Антон Макарский — «Как жаль!»
6. Антон Макарский и Ангелина Сергеева — «Дуэт Анри и Жаклин»
7. Михаил Боярский — «Молитва»
8. Михаил Боярский, Антон Макарский, Ангелина Сергеева и др. — «Летели дни…»
9. Дмитрий Харатьян — «Рэп короля»
10. Вениамин Смехов — «Песня Атоса»
11. Ангелина Сергеева — «Плач Жаклин»

## Основные отличия полной режиссёрской версии от прокатной
- Начало фильма — полёт Д’Артаньяна, взятие крепости, расширенная история смерти всей четвёрки. Собственно, всё начало переделано.
- Вторая песня Анри и Жаклин в подвале
- Сцены с мадемуазель Бланш
- Сцена с юной герцогиней
- Флешбэк с сыном Портоса
- Новые сцены на том свете

Большинство сцен прокатной версии незначительно расширены.

## Съёмки
- Режиссёр Георгий Юнгвальд-Хилькевич при написании сценария фильма «Возвращение мушкетёров, или Сокровища кардинала Мазарини» взял за основу пьесу Виктора Мальцева о продолжении истории приключений мушкетёров, где герои оказываются на том свете. Именно на основе самой идеи и пьесы Мальцева снималась эта картина.[4] Сам сценарий Георгий Юнгвальд-Хилькевич написал в 2002 году и, по его словам, исключительно для себя, так как денег на съёмки не было.[5] Приступить к съёмкам удалось лишь через пять лет.
- Съёмки фильма проходили с 15 июня по 5 сентября 2007 года и проводились почти в тех же местах, где и съёмки первой советской экранизации: Одесса, Свиржский замок, Львов (в частности эпизод дуэли в Армянской церкви), а также Москва, Царское село и Белгород-Днестровский[6].
- На роль дочери д`Артаньяна Жаклин режиссёр планировал пригласить Елизавету Боярскую, но у неё оказалось слишком много договоров по другим проектам как раз в период съёмок «Возвращения мушкетёров», поэтому её кандидатура отпала сразу. Реальным претендентом на эту роль была Анастасия Заворотнюк, но она отказалась, чтобы не обидеть дочь Михаила Боярского. После этого Юнгвальд-Хилькевич заменил Заворотнюк на актрису Лянку Грыу.[5]
- На роль «новой Миледи» де Круаль режиссёр планировал пригласить Миллу Йовович, но продюсеры отвергли эту идею. В итоге роль сыграла Алёна Яковлева.[7]
- Андрей Соколов отказался от роли Рауля, сына Атоса (в предыдущей картине «Тайна королевы Анны, или Мушкетёры тридцать лет спустя» он исполнял эту роль), поскольку в это время приступил в качестве режиссёра к съёмкам своего фильма «Артефакт».[8] В результате эта роль досталась Даниле Дунаеву.
- Евгений Данчевский сам упросил Георгия Юнгвальд-Хилькевича снять его в фильме. В одном из интервью актёр рассказал об этом: «Я узнал, что снимается продолжение мушкетёрской эпопеи, нашёл телефон Хилькевича, позвонил ему и сказал: „Георгий Эмильевич, это Данчевский, который играл Фельтона. Я хотел бы у вас сниматься“. Он мне ответил: „С удовольствием. Но у меня осталось только два персонажа. Посмотри и выбери того, кто тебе больше нравится“. Я прочитал сценарий и почему-то выбрал персонажа, который был прописан там достаточно блёкло. И Хилькевич уже в процессе съёмок, зная, что снимается человек, игравший в первой картине Фельтона, расширил эту роль. Таким образом, я сыграл героя, которого звали Вернье, а в процессе развития событий выяснялось, что это Фельтон. Сюжет картины был абсолютной фантасмагорией, поэтому здесь было возможно всё, что угодно. Мушкетёры в начале фильма погибали, а затем воскресали. И Фельтон тоже воскрес (ведь по идее его должны были казнить после убийства Бекингэма)»[9].
- Работая над фильмом «Возвращение мушкетёров, или Сокровища кардинала Мазарини», Михаил Боярский и исполнитель роли де Жюссака Владимир Балон загорелись идеей изменить сюжет. Они предложили режиссёру, чтобы в финальной части герой Балона перешёл на сторону мушкетёров, хотя во всех предыдущих картинах тот являлся их заклятым врагом. Юнгвальд-Хилькевич наотрез отказался от этой идеи, что повлекло за собой серьёзную обиду артистов на режиссёра.[10]
- Анатолий Равикович категорически не хотел сниматься в фильме «Возвращение мушкетёров, или Сокровища кардинала Мазарини» и был очень недоволен этой работой, о чём рассказал в интервью: «В этом фильме нет ни сюжета, ни мысли, ни актёров — ничего. Одно желание повторить успех — больше ничего за этим не было. Мне очень жаль. Хилькевич — славный человек, но это такая неудача, после которой люди стреляются. Да и вообще… когда собралась эта наша компания: старые лысые люди с болезнями. Ну какие из нас, к чёрту, мушкетёры? А молодые прыгают чего-то… Совершенно не понятен выбор актёров. Сюжет — бред собачий про какие-то сокровища. Дело в том, что сценарий прошлых фильмов писал драматург Александр Дюма, а последнего — Хилькевич. Я сначала отказался. Сказал, что не буду в этом г… сниматься. Хилькевич стал умолять: мол, фильм называется „Сокровища Мазарини“ и без меня картина состояться не может. Ну, из уважения, из благодарности к нему я согласился — роль-то небольшая. Но отношение к фильму у меня просто кошмарное. Да и публика его не приняла. Людей не обманешь, это я точно в своей жизни понял.»[11] Михаил Боярский также отметил, что ни он, ни Вениамин Смехов, ни Валентин Смирнитский, ни Игорь Старыгин не хотели сниматься в данной картине и согласились лишь потому, что это была ещё одна возможность встретиться на съёмочной площадке всем вместе.[4]
- Когда Георгий Юнгвальд-Хилькевич приступил к съёмкам «Возвращения мушкетёров», то вновь пригласил Льва Дурова на роль де Тревиля. Идея Дурову понравилась, но он отказался: «Извини, старик, но я уже не потяну». И тогда режиссёр просто вычеркнул этого персонажа из сценария — никого, кроме Дурова, в этой роли он представить себе не мог.[12]
- Михаил Боярский был категорически не согласен с режиссёром по поводу концепции фильма, поэтому предложил Георгию Юнгвальд-Хилькевичу своё видение этой истории: «Сценарий Хилькевича под условным названием „Мушкетёры на том свете“ совершенно не совпадал с моим представлением судьбы мушкетёров. Виртуальное существование мушкетёров на том свете, а затем их странный „транзит“ на этот свет, просто не укладывались в моей голове… Моё недоумение подтолкнуло меня даже к написанию своего сценария, хотя никакой я не писатель, не сценарист. Однажды в долгом перелёте во Владивосток я взял ручку, тетрадку и попробовал записать свои идеи. Восемь часов пролетели незаметно… Всё сводилось к тому, что Железная маска был спрятан совершенно не в том месте, где все думали. Когда умер кардинал Мазарини, он завещал Людовику для счастливой жизни остаться одному, то есть избавиться от двойника. И хотя он пообещал королеве, что волос не упадёт с головы, сам наслал на того убийц. Но попытка покушения провалилась. А помехой ему становится сын д’Артаньяна, который много лет находился в глуши, в полуразрушенном замке (причем д’Артаньян имеет сына от дочки де Тревиля). Мушкетёры едут на праздник, они знают, что вот-вот получат маршальский жезл. Но им вновь приходится сражаться за Францию, и в неравном бою они гибнут по одному. Гибнет и д’Артаньян, но успевает передать свою шпагу сыну, который отправляется в Париж, как это когда-то сделал д’Артаньян… И это в двух словах, но там, конечно, много нюансов, сюжетных линий. Для меня очень важно, что между „мной“ и „сыном“ происходит короткий диалог, который похож на песню из первой серии „Я провожаю вас в дорогу“. Я отдаю шпагу, и с ней новый д’Артаньян отправляется за врагом… Когда я рассказал об этой идее Хилькевичу, то он сказал: „Давай, запиши, сделай!“. Я обратился к профессионалам — один вариант сценария написал Юрий Ряшенцев, но он был категорически против, чтобы д’Артаньян имел сына от дочки де Тревиля, а кроме того говорил: „Я мушкетёров не представляю мёртвыми“. Тогда я пошёл к Григорию Горину, и тот сказал: „Прекрасно, я бы с удовольствием, великолепная идея, сударь!“, но, к великому сожалению, Гриша ушёл раньше, чем все мушкетёры, на тот свет. И сценарий так и остался у нас в уме. Хилькевич же нашёл другую идею, нашёл деньги на фильм. Я долго отказывался сниматься, просил объяснить: „Как они существуют на том свете?“, просил собраться всех участников вместе за круглым столом, объяснить, что задумал режиссёр. Но нам говорили: будет монтаж, спецэффекты, новейшая графика. В итоге Георгий Эмильевич заразил своей идеей актёров, и когда „на том берегу“ остался только Боярский, то мне ничего не оставалось, как сказать: „Один за всех, и все за одного!“ и пуститься вместе с моими друзьями в это весьма рискованное плавание».[13]
- Поэт и сценарист Юрий Ряшенцев изначально написал для съёмочной группы свой вариант сценария: «Миша Боярский попросил меня написать такой сценарий, где бы все мушкетёры завершали свой жизненный путь, как у Дюма. И мы с моей женой и соавтором Галей Полиди такой сценарий действительно сочинили. Это обсуждалось на уже достаточно продвинутом уровне, мы встречались с группой, но, как я понял, в итоге на осуществление этой идеи не хватило средств. В общем-то, картина, сами понимаете, требовала очень серьёзных расходов, нужно было снимать крепость, нужно было снимать большие массы людей, батальные сцены… А сюжет был таков. Фильм должен был начинаться со сцены подготовки празднования юбилея маршала Франции д`Артаньяна, когда в галерее Лувра среди портретов маршалов Франции собираются водрузить портрет юбиляра. А дальше мы видим художника, который дорисовывает портрет д`Артаньяна у него дома, в его фешенебельных аппартаментах. Но мы пока не видим самого д`Артаньяна, а видим только художника и видим портрет. И у зрителя, который смотрит кино, естественно, возникает интерес: а какой он теперь стал, д`Артаньян в исполнении Боярского? Все же помнят его молодого. А на портрете он действительно молодой, с горящим взором, чуть слегка, может быть, поседевший… Но это придворный художник, льстящий… И когда камера медленно сползает с портрета на самого героя, который позирует художнику, мы видим уставшего и постаревшего человека, с мешками под глазами, с абсолютно потухшим и холодным взглядом, совершенно не такого, каким мы помним его по первому фильму. Ну а потом происходит преображение этого самого д`Артаньяна. Он присутствует на дворцовом представлении в театре и смотрит спектакль о себе самом, где на сцене какой-то молодой мальчишка изображает его молодым, а в зале сидят придворные, публика и с восхищением смотрят на всё это. И вдруг в ложу к д`Артаньяну входит какой-то человек, наклоняется к его уху и что-то ему говорит. И мы видим, как старый д`Артаньян буквально на глазах преображается в того героя, которого мы знали. Ему доложили, что совсем уже старый де Тревиль осаждён в какой-то крепости врагами, поскольку до сих пор между французами продолжаются очередные бучи. Д`Артаньян выходит из ложи, спускается вниз, а на лестнице в это время Портос дерётся с какими-то людьми, не пускающими его к д`Артаньяну. И вот тут начинается новая история. Д`Артаньян и Портос мчатся на выручку де Тревилю, а Арамис и Атос оказываются в противоположной партии, как, собственно, у Дюма и было написано в романе „Двадцать лет спустя“. Вот такая была придумана история. К сожалению, это не получилось воплотить на экране».[14]

## Критика
Большинство телезрителей оценили фильм негативно. На сайтах Кинопоиск и Кино-Театр.ру в большинстве своём были оставлены отрицательные рецензии. Алекс Экслер так описал фильм:
«Ну как сюжетец? Как гениальные ходы? Я ничего не наврал — весь этот кислотный бред там действительно происходит. Фильм настолько убог и ужасен, что даже заслуживает просмотра — такой взрыв мозгов нечасто увидишь. Самое страшное в запоздалых продолжениях — это когда они выглядят как пародии, но снимаются с убийственной серьезностью. У Юнгвальд-Хилькевича именно это и получилось: тонна тошнотворного пафоса на фоне абсолютно крышесносящего сюжета»

## Факты
- Сюжет фильма, за исключением сцены гибели мушкетёров, не связан с романами Дюма (при этом в романе Арамис единственный из четвёрки не погибает). Новые персонажи заимствованы из творчества современных «продолжателей» Дюма. Так, Жаклин, дочка д’Артаньяна, «появилась» благодаря французскому фильму «Дочь д’Артаньяна» с Софи Марсо в главной роли, а Леон, сын Портоса — благодаря роману «Сын Портоса» (правда, в этой книге он носил имя Жоэль де Локмариа). По роману Дюма, никто из мушкетёров, кроме Атоса, детей не имел; исключением мог быть разве что Арамис, состоявший в близких отношениях с герцогинями де Лонгвиль и де Шеврез. Дюма при этом не упоминал о том, что у Арамиса были дети. Портос же, не имея детей, завещал своё имущество Раулю.
- Единственные сцены из романа, повествующие о гибели мушкетёров, также переданы неточно. Арамис в той ситуации не погиб, а уплыл в Испанию, затем через 4 года вернулся, и о его смерти ничего не говорится. Атос умер не от принятого яда, а от сердечного приступа, узнав о смерти Рауля (который по сюжету фильма не погибает). Обстоятельства смерти Портоса переданы достаточно точно. В то же время Д’Артаньян действительно по роману погиб от ранения пушечным ядром, однако был убит прямым попаданием, не пытаясь спасти кого-то из офицеров. Кроме того, по описанию Дюма, маршал был весь в крови.
- К моменту смерти трёх мушкетёров и Рауля кардинал Мазарини уже давно умер. Кроме того, к событиям третьего фильма, как и к событиям этого, Фронда уже давно распалась, а Мазарини уже никто не обвинял в воровстве.
- Джон Фельтон был казнён 28 октября 1628 года, до событий фильма.
- В описываемое время во Франции не существовало парламента — существовали только Генеральные штаты, которые созывал Людовик XIII ещё в 1614 году (в следующий раз они созывались уже во времена Французской революции, через 170 лет). В фильме показан Парижский парламент — высший судебный орган во Франции — и был он провинциальным парламентом.
- Планировалось, что исполнять роли детей Д’Артаньяна будут дети Михаила Боярского: Лиза и Сергей[17].
- В 2008 году (то есть ещё до официальной премьеры фильма) издательством «Вагриус» был выпущен роман Антона Маркова «Возвращение мушкетёров, или Сокровища кардинала Мазарини». Сюжет книги немного отличается от фильма. Антон Марков ввёл дополнительных персонажей, изменил характер некоторых сцен, раскрыл прошлое некоторых героев. Поводом для написания книги послужило большое количество первоначальных наработок. Главная литературная основа вошла в книгу, а то, что интереснее смотреть, а не читать, вошло в фильм:

Особенность данной книги в том, что сначала был написан киносценарий, и уже когда велись съёмки фильма, Антон Марков написал книгу. Я лично аналогов такой работы не знаю. В книгу вошло много замечательных сцен, которые, к сожалению, не попали в фильм в силу временных ограничений. Это и стало одной из основных причин для написания книги— Г. Юнгвальд-Хилькевич, режиссёр фильма
- Съёмки в данной картине стали последними для Игоря Старыгина, который скончался 8 ноября 2009 года от последствий перенесённого инсульта.
- Во всех четырёх фильмах, между которыми прошло более 30 лет, всех основных персонажей (Анна Австрийская, мушкетёры, Де Жюссак, кардинал Мазарини, Людовик XIV) сыграли одни и те же актёры. Исключением стало лишь молодое поколение: Рауль, сын Атоса, и Луиза де Лавальер, которых, напротив, во всех фильмах играли разные актёры — в детстве, в юности и в молодости.
- 14 февраля 2020 года в Белом зале Центрального Дома кино состоялась премьера пятисерийного документального фильма «Пока ещё мы вместе, или Мушкетёры сорок лет спустя» (режиссёр Вячеслав Каминский, автор сценария Максим Фёдоров), посвящённого созданию картин «Д’Артаньян и три мушкетёра», «Мушкетёры двадцать лет спустя», «Тайна королевы Анны, или Мушкетёры тридцать лет спустя» и «Возвращение мушкетёров, или Сокровища кардинала Мазарини».[10]